# 靈異獵人
《靈異獵人》（日语：HAUNTEDじゃんくしょん）是夢來鳥合歡創作的漫畫作品，全13集。日本電視動畫於1997年4月2日至1997年6月25日首播，共12話。

## 登場人物
聲優：（動畫）/（Drama CD）；臺灣配音一律為動畫

### 聖徒會
- 北城遥都（（ほうじょう はると））（配音：有馬克明/松本保典（日）；張文俊（臺））

Ｓ東高等學校現聖徒會執行部會長。家中開設聖母瑪利亞教會。負責召喚七大靈並指揮，且為撒旦的繼承人，有死亡還有再生的能力，又稱為藍眼的獅子，漫畫後期因為能力的關係被覬覦身體。
- 朝比奈睦月（（あさひな むつき））（配音：仲間由紀惠/松本梨香（日）；龍顯蕙（臺））

Ｓ東高等學校現聖徒會執行部副會長。家中開設朝比奈神社。為正太控，喜愛會移動的二宮尊德雕像。擅長驅靈以及控制火燄，火之國後裔，火屬性。（漫畫部份）。
- 龍堂和御（（りゅうどう かずみ））（配音：古本新之輔/關俊彥（日）；李明幸（臺））

Ｓ東高等學校現聖徒會執行部會員。家中開設龍泉寺。喜愛花子。擅長使用的招式為：被附身，但是也會使用結界或是攻擊性法術，水屬性（漫畫部份）。

### 七大校園靈
- 理事長 齊東辰五郎（青野武/千葉繁（日）；李香生（臺））

Ｓ東高理事長，標榜著與校園靈和平共處的信條，最常做的事情就是收集他校的校園靈。可以使用其他所有屬性的召喚石(漫畫版)。
- 廁所的花子 長谷川花子 （國府田マリ子/宇和川惠美）

Ｓ東高中最受歡迎的廁所女鬼，在校園中跟紅披風是互相牽制男女同學情緒的校園靈。身材火辣，總是穿著前開式的水手服，但是運動萬能。
- 紅披風 （置鮎龍太郎／置鮎龍太郎）

Ｓ東高最受女同學歡迎的廁所靈，與花子一樣牽制學生的情緒，脫下面具連男人都會被迷惑。非常疼愛自己的妹妹。
- 鏡中少女 鏡野鏡子（飯塚雅弓）

住在保健室鏡子裡的校園靈，天真善良。知道許多有關於學校的事，能用與鏡子相關的東西移動調查，擅於許多咒語能力。跑出鏡子外會年齡增長，所以無法長久待在外面。
- 眼睛流血的貝多芬　（動畫未出場／梁田清之）

動畫未出場的校園靈，在音樂教室裡的畫像，是穩重的一個角色，擅用樂器與使用音樂來解決事情。動畫有做出他的徽章，但是變成是佐藤春夫＆鈴木人骨的召喚章了。
- 跳舞的巨人　（島香裕）

在體育館跳舞的巨人，因為太巨大了，所以都只能看到他的腳。之所以會跳舞，是因為以前有一名叫珠子的女孩教他跳舞。
- 會跑的二宮尊德　（無配音）

通常在日本校園裡都是會走路的二宮尊德，這個則是會跑（理事長收集了各種的二宮：跑、跳、走都有），跑的速度非常的快，要講話的時候都是用寫的。但是在動畫中，會跑的二宮尊德被換成了另一個睦月１號僕人的那位正太二宮。

### 其他校園靈
- 二宮（津奈木）（白鳥由里/小島朋子（日）；龍顯蕙（臺））

在動畫中替代了原先會跑的二宮尊德，且因為是個正太就被睦月收去當僕人了（１號），在漫畫後面被迫為光宮學園牽制Ｓ東高。
- 佐藤春夫（島香裕/笹沼晃）

理科教室裡會走路的人體模型，動畫中替代了貝多芬，是脫線二人組裡的其中一位，常常聽錯指令或是根本派不上用場，內臟也常常會碎掉，似乎有個正太弟弟（漫畫中）。很愛跳哥薩克舞，還有分一步舞跟二步舞。
- 鈴木人骨（伊崎寿克/大久保和登）

理科教室裡會走路的人骨模型，動畫中替代了貝多芬，是脫線二人組裡的另外一位，常常聽錯指令或是根本派不上用場，骨頭也常常會碎掉。很愛跳哥薩克舞，還有分一步舞跟二步舞。
- 山田闇子（平松晶子）

也是一名廁所女靈，知名度遠遠不及同年級的花子，所以將花子視為競爭對手。喜歡和御的祖父但對方喜歡花子，這也是她想跟花子競爭的關係之一，後來喜歡上和御。穿著跟花子一樣火辣，但有時會失控。
- 廁所的道子

跟在闇子身邊的廁所女靈之一，喜歡分校君。
- 廁所的麗子

跟在闇子身邊的廁所女靈之一，常跟道子一起勸阻闇子。
- 青短襯姐（冰上恭子）

紅披風的妹妹排行老二，愛慕著紅披風。一開始是因為受不了紅披風的特訓而逃家，後來回到Ｓ東高報仇被面具脫下的哥哥打敗。在漫畫中是被光宮學園的人利用來打擊Ｓ東高的校園靈，可以在人身上留下揍過的瘀痕並給予魅惑術。
- 黃身子（動畫未出現）

紅披風的二妹排行老三，一開始為光宮行刺Ｓ東高，之後被救回之後便一直待在Ｓ東高，會變成穿著裸體圍裙的美女（成人貌），能力是使用頭髮纏住對方並施予魅惑術。

## 工作人員
- 原作：夢來鳥合歡
- 企劃：加藤智、積惟文、西村浩哉
- 企劃協力：三菱商事
- 監督：武藤裕治（ムトウユージ）
- 系列構成：阪口和久、西園悟
- 人物設定：中嶋敦子
- 美術監督：伊藤芳雄
- 色彩設計：松本真司
- 音響監督：千葉繁
- 編集：森田清次、坂本雅紀
- 攝影監督：森下成一
- 音樂：松尾早人
- 音樂協力：テレビ東京ミュージック
- サウンドトラック：アンティノスレコード
- Special Thanks：波多野貴康
- 動畫制作：STUDIO DEEN

## 主題曲
片頭曲
- 「心に私がふたりいる」

作詞：松井五郎、作曲：林哲司、編曲：田代隆廣、歌：仲間由紀惠
片尾曲
- 「トレモロ」

作詞：松井五郎、作曲：林哲司、編曲：田代隆廣、歌：仲間由紀惠

## 各話標題
1. 部員3人霊ななつ（三個學生七個靈）
2. 持つべきものは学校霊!?（我的朋友是學校幽靈？）
3. 憑かれても好きな人（附身去找心愛的人）
4. 満開の桜の園に誰がいる（在櫻花盛開的校園內有人在嗎？）
5. ひとりで真っ暗！？保健室（一個人在漆黑的保健室）
6. 人気はオトメの花とヤミ（花子跟也美誰是最受歡迎？）
7. さよなら損得また来て純情（利益再見，純情再見）
8. あゝ禁断の赤と青（紅面俠和青班點，不要這樣吧！）
9. 置いてけ!追ってけ!板ばさみ!?（查理斯小學鬧鬼呀！）
10. プリティナイトは眠れない!!（一個美麗的晚上失眠）
11. 分裂!消滅?聖徒会!!（聖徒會要分裂，可能還會消失！）
12. もとの黙阿弥!希望の園!?（希望之園幽靈被消滅了！）

## 外部連結
- 靈異獵人（動畫）在動畫新聞網百科全書中的資料（英文）

| 翡翠台 星期五 00:55－01:50 5月25日起改為星期五 01:10－02:05                    | 翡翠台 星期五 00:55－01:50 5月25日起改為星期五 01:10－02:05                  | 翡翠台 星期五 00:55－01:50 5月25日起改為星期五 01:10－02:05 |
| ------------------------------------------------------------------------------ | ---------------------------------------------------------------------------- | ----------------------------------------------------------- |
|                                                                                | 嘩鬼校園 （2001年5月11日－6月15日）                                          |                                                             |
| 名偵探柯南 重播，海外版第45－88集 （2001年1月30日－5月4日）                    | 吹波糖危機2040 （01:15－01:40）（星期二至五） 重播 （2001年7月3日－8月11日） |                                                             |
| 翡翠台 星期二至六 02:35－03:05 2月5日 02:50－03:20 2月8日、2月9日 02:35－03:30 |                                                                              |                                                             |
| 鋼鐵神兵（02:40－03:35） 重播 （2001年12月29日－2002年1月26日）                | 嘩鬼校園 重播 （2002年1月29日－2月9日）                                      | — 【動畫時段取消】                                          |

1. . eresources.nlb.gov.sg.   [2025-04-25].